# لن اپلتون
لن اپلتون (انگلیسی: Len Appleton؛ ۱۶ نوامبر ۱۸۹۲ – ۱۹۷۰ (۷۷−۷۸ سال)) بازیکن فوتبال اهل بریتانیا بود.
از باشگاه‌هایی که در آن بازی کرده‌است می‌توان به باشگاه فوتبال ساوتپورت، باشگاه فوتبال اکستر سیتی، و باشگاه فوتبال بلکپول اشاره کرد.